# ان کارتر
اَن کارتر (انگلیسی: Ann Carter؛ ۱۶ ژوئن ۱۹۳۶ – ۲۷ ژانویهٔ ۲۰۱۴) بازیگر اهل ایالات متحده آمریکا بود. وی بین سال‌های ۱۹۴۱ تا ۱۹۵۲ میلادی فعالیت می‌کرد.
از فیلم‌ها یا مجموعه‌های تلویزیونی که وی در آن‌ها نقش داشته است می‌توان به ستاره قطبی و نفرین مردمان گربه‌ای اشاره نمود.